# Pan troglodytes ellioti
O chimpanzé-da-nigéria-camarões (Pan troglodytes ellioti) é uma das quatro subespécies de chimpanzé-comum, o animal vivo mais parecido com o homem, junto com o bonobo. Trata-se da subespécie de chimpanzé-comum em maior risco de extinção, extimando-se ter 5.000 a 10.000 indivíduos distribuídos na Nigéria e no oeste de Camarões. Sabe-se pouco sobre esta subespécie de chimpanzé-comum em relação às outras.